# Rudolf Štrubl
Rudolf Štrubl (2. dubna 1915 Šakvice – 19. února 1982 tamtéž) byl český kapelník, varhaník, klarinetista a hudební skladatel.

## Život
Narodil se pod Pálavskými vrchy v obci Šakvice. Z jihomoravského folklóru čerpal také inspiraci pro své taneční skladby. Od mládí hrával na varhany v místním kostele. V roce 1952 založil svůj vlastní dechový orchestr, kterému se říkalo Šrublova kapela. Složil více než 200 polek, valčíků a pochodů, které si získaly oblibu i za hranicemi Československa. Jeho jméno zůstalo v povědomí v tzv. „Štrublovkách“, což byly malé notové sešity s jeho skladbami. Dodnes tvoří běžnou součást notového vybavení mnoha dechovek v jihomoravském regionu.

## Dílo (výběr)

### Polky
- Vesničanka
- Pivoňka
- V zátiší
- Podzimní polka
- Parádnice (Polednice)
- Záludná polka
- Sedmikráska
- Hodovní polka

### Valčíky
- Pod Pálavou
- Tichý večer
- Tiché stráně
- Starým mládencům
- Jarní vánek
- Bílé květy